# Opodepe
Opodepe è una municipalità dello stato di Sonora, nel Messico settentrionale, il cui capoluogo è la località omonima.
La municipalità conta 2.643 abitanti (2010) e ha un'estensione di 2.237,09 km².
Il nome della località significa in lingua opata pianura dove crescono gli alberi di legno ferro, piante della specie Olneya tesota.